# 西伯方村
西伯方村（にしはかたむら）は愛媛県越智郡にあった村である。
1955年（昭和30年）に伯方町との1町1村の合併により伯方町となり、自治体としては消滅した。さらに平成17年1月に平成の市町村合併で今治市と越智郡11か町村の合併により今治市となり、現在に至っている。

## 地理
現在の今治市の北部島しょ部。瀬戸内海のほぼ中央、芸予諸島の一島である伯方島の概ね西半分の地域。西は鼻栗瀬戸をはさんで大三島に、北は伯方瀬戸をはさんで生口島に、南は宮窪瀬戸をはさんで大島に向かい合っている。東隣の伯方町とは伯方島の中央に位置する宝股山を境としている。
村名の由来
伯方島の西部という意味。
川
特記すべきものなし
山
- 宝股山（ほこさん） 鉾山とも書く。山容が鉾の形に似ているため名づけられたとされる。当島の東に大きな島はないことから、遠くからでも目印となる。別名、伯方富士。
- 開山（ひらきやま） 西に突き出しており、大正時代に除虫菊の栽培のため一部開墾されたことから名づけられたとされる。

## 社会

### 地域・集落
合併前の旧3か村の名をそのまま大字として継承した。合併し伯方町になっても継承された。
叶浦（かのうら）、伊方（いかた）、北浦（きたうら）
なお、現在、今治市になってからの地名表記は「伯方町」に旧の大字を続ける。大字は省く。
例 今治市伯方町叶浦

### 行政
歴代村長
庁舎
大字北浦においた。

## 歴史
村行政の沿革に絞っているので、下記以外の地域の歴史については伯方島及び伯方町の記事を参照のこと。

### 村の沿革
- 1889年（明治22年） 12月15日 - 町村制施行により、叶浦、伊方、北浦の3か村が合併して、越智郡西伯方村発足。役場を大字北浦におく。
- 1955年（昭和30年）1月1日 – 伯方町、西伯方村の1町1村の合併により伯方町となり、自治体としての歴史を閉じる。

```
西伯方村の系譜
（町村制実施以前の村）　（明治期）　　　（昭和の合併）　（平成の合併）
　　　　　　　　　　　　町村制施行時
叶浦　　━━━┓
伊方　　━━━╋━━━西伯方村━━━━━━━┓昭和30年1月1日
北浦　　━━━┛　　　　　　　　　　　　　　┃　合体
有津　　━━━┓　　　　　　　　　　　　　　┣━伯方町━━━━┓
　　　　　　　┣━━━東伯方村━━伯方町　━┛　　　　　　　　┃
木浦　　━━━┛　　　　　　　　　　あ　　　　　　　　　　　　┃
　　　　　　　　　　　　　　　　　　　　　　　　　　　　　　　┃平成17年1月16日
　　　　　　　　　　　　　　　　　　　　　　　　　　　　　　　┃新設合併、新・今治市発足
　　　　　　　　　　　　　　　　　　　　　　　　今治市━━━━╋今治市　　　　　　　　　　　　　　　　　　　　　　 
                                                朝倉村━━━━┫
　　　　　　　　　　　　　　　　　　　　　　　　玉川町━━━━┫
　　　　　　　　　　　　　　　　　　　　　　　　波方町━━━━┫
　　　　　　　　　　　　　　　　　　　　　　　　大西町━━━━┫
　　　　　　　　　　　　　　　　　　　　　　　　菊間町━━━━┫
　　　　　　　　　　　　　　　　　　　　　　　　吉海村━━━━┫
　　　　　　　　　　　　　　　　　　　　　　　　宮窪町━━━━┫
　　　　　　　　　　　　　　　　　　　　　　　　上浦町━━━━┫
　　　　　　　　　　　　　　　　　　　　　　　　大三島町━━━┫
　　　　　　　　　　　　　　　　　　　　　　　　関前村━━━━┛
あ － 昭和15年11月3日 町制施行
（注記）今治市以下の市町村の合併以前の系譜はそれぞれの市・町・村の記事を参照のこと。

```

## 産業
米、麦、甘藷芋などを産した。ミカンが導入されたのは近隣の島々に比べて遅く、栽培が本格化するのは1955年（昭和30年）以降である。平地はほとんどなく、また農業水利に恵まれないため、農業は伝統的に盛んではなく、また大網の記録も残っていないなど漁業も小規模であり、他地域への出稼ぎも多かった。
北浦では今治城造営の際に多数の村民が石材運搬や石積みに従事した歴史があり、太平洋戦争前までは、石工、船員、塩田作業員などの出稼ぎも多かったが、その反面古くから海運業が発達した。
北浦では、温暖寡少雨の気候を生かして、古くから塩田を用いた製塩が営まれていた。江戸時代には北浦の庄屋の中村家により塩田が造営され、19世紀半ばに完成した。ただ、今治藩が塩田を大規模に造営した東伯方ほどではなかった。伯方島の製塩は明治に入り、製塩が藩の手を離れてから製法の改良などさらに発展を遂げた、一方、政府の統制も強まっていった。近代的な成長を遂げたのは昭和30年代以降のことである。
このほか、石灰なども産した。

## 交通
鉄道は通っていない。
港湾
- 北浦港 北浦
- 熊口港 伊方
- 前浜港 伊方
- 枝浦港 叶浦